# Entweder Broder
Entweder Broder ist eine deutsche politische Satiresendung des Produzenten und Regisseurs Joachim Schroeder mit Hamed Abdel-Samad und Henryk M. Broder. Die „Forschungsreise“ der beiden Protagonisten beleuchtet Themen wie Rassismus, Antisemitismus, Antiamerikanismus, Islamophobie, Integration, Religion, Ökologismus und Verschwörungstheorie in Deutschland. Die ersten beiden Staffeln liefen unter dem Titel Entweder Broder – Die Deutschland-Safari, die dritte unter Entweder Broder – Die Europa-Safari.
Die erste Staffel wurde in fünf Folgen zwischen dem 7. November und dem 12. Dezember 2010 im ersten Programm der ARD jeweils sonntags um 23.30 Uhr ausgestrahlt. Die zweite Staffel mit ebenfalls fünf Folgen startete am 12. September 2011 in der ARD. Gedreht wurde u. a. in Aachen, Chemnitz, Hamm, Kassel, Köln, Mannheim, Marl, Nürnberg, Stuttgart, Wuppertal und Würzburg. Die dritte Staffel wurde in vier Folgen zwischen dem 18. November und dem 9. Dezember 2012 in der ARD ausgestrahlt.
Am 9. November 2017 waren Broder und Abdel-Samad erneut zusammen zu sehen, diesmal im Dreiergespann mit dem Schriftsteller und Filmemacher Leon de Winter, in der 90-minütigen Doku „Der ewige Antisemit“ im Bayerischen Fernsehen.

## Konzept der Sendung
Der aus Polen stammende Jude Broder und der in Ägypten geborene Moslem Abdel-Samad fahren 30.000 km quer durch Deutschland und besuchen verschiedene thematisch passende Orte wie beispielsweise das KZ Dachau und eine der größten Moscheen Deutschlands, die Merkez-Moschee in Duisburg-Marxloh.
Im Vordergrund der Sendungen standen die Diskussionen während der gemeinsamen Autofahrten der beiden Protagonisten und die alltäglichen Begegnungen mit Menschen mit und ohne Migrationshintergrund. Auch wurden gezielt Treffen organisiert wie zum Beispiel mit Kurt Westergaard, dem Zeichner einer der umstrittenen Mohammed-Karikaturen, der seit der Veröffentlichung in der dänischen Zeitung Jyllands-Posten 2005 versteckt und unter Polizeischutz leben muss.
Ziel war, einen „Mix“ zu produzieren „aus investigativem Journalismus, schwarzer Komödie und amüsanten Einlagen, in denen sich Henryk und Hamed über Deutschland und das Leben im Allgemeinen streiten“.

## Staffel 1

### Von Adolf bis Allah
Besucht werden in der ersten Folge ein türkischer Bäcker in München, eine Veranstaltung der NPD in Berlin-Neukölln, das KZ Dachau samt Kantine, ehemalige DDR-Wissenschaftler sowie Mitarbeiter verschiedener DDR-Behörden in den Geschäftsräumen der Gesellschaft zur Rechtlichen und Humanitären Unterstützung. Im Kontext der NPD-Veranstaltung sprechen sie mit den Funktionären Andreas Storr und Uwe Meenen. Die Folge endet damit, dass Abdel-Samad und Broder (letzterer mit einer Papp-Stele verkleidet) vor dem Denkmal für die ermordeten Juden Europas einen Streit darüber austragen, ob Broder in seinem Aufzug das „Bürgerfest fünf Jahre Holocaustmahnmal“ besuchen solle oder nicht.

### Von Allah bis Osama
Die zweite Folge beginnt da, wo die erste aufgehört hat. Schließlich einigen sich beide, dass Abdel-Samad Broder zumindest eine Weile begleiten wird. Im Gegenzug verspricht Broder, mit Abdel-Samad eine Moschee zu besuchen. Dieses Versprechen will er mit einem Besuch der Merkez-Moschee einlösen, wo beiden jedoch der Zutritt verweigert wird. Danach lassen sich beide bei einem Friseur in Duisburg-Marxloh die Haare schneiden, der sein Bedauern darüber erklärt, dass Sprachkurse in der Moschee gestrichen worden seien. Als Nächstes besuchen sie Kurt Westergaard in Dänemark und lassen sich von ihm sein Porträt auf ihrem Auto signieren. Die Folge endet mit einem Besuch auf den Feierlichkeiten zum 1. Mai in Penzberg, wo sie den Bürgermeister interviewen und Abdel-Samad eine Blaskapelle dirigiert, was er als Höhepunkt seiner „Migranten-Karriere“ bezeichnet.

### Krieg und Frieden
In der dritten Folge setzen sich die Protagonisten mit der Friedensbewegung auseinander, indem sie eine Demonstration der „Großmütter gegen den Krieg“ für die „Gaza-Flotte“ (→ Ship-to-Gaza-Zwischenfall) und den Berliner Friedenslauf besuchen. Außerdem führen sie Interviews mit dem Linken-Politiker Norman Paech sowie dem kurdischen Schriftsteller Aras Fatah und veranstalten selbst eine „Friedensdemonstration“, bei der Broder versucht, Spenden für deutsche Soldaten zu sammeln, während Abdel-Samad den Menschen erklärt, er habe herausgefunden, dass es keinen Krieg mehr gäbe, wenn jeder Deutsche ein Monatsgehalt spende. Zwischendurch berichtet Abdel-Samad von einer Begegnung mit Friedensaktivisten auf der Zugspitze.

### Frieden oder Freiheit
Die Auseinandersetzung mit der Friedensbewegung ist auch das Thema der vierten Folge. Zunächst besuchen beide auf Tretrollern in Frankreich die Teilnehmer der Aktion „Bike for Peace and New Energies“, die „mit neuen Energien für den Frieden“ von Paris nach Moskau fahren wollen. Der Abstecher nach Frankreich schließt mit einem Besuch einer Kriegsgräberstätte des Ersten Weltkriegs. Als Nächstes gehen sie ins Kino und schauen dort den Film „Iran Zendan“ des Regisseurs Daryush Shokof, den sie dabei interviewen. Es folgt der zweite Teil des Interviews mit Norman Paech. Anschließend treffen Broder und Abdel-Samad in Berlin Irmela Mensah-Schramm, die es sich zur Aufgabe gemacht hat, Nazi-Schmierereien von Gebäuden zu entfernen.

### Fromm oder Frei
Thema der letzten Folge sind die Weltreligionen. Zunächst besuchen sie dazu das Münchner Oktoberfest – Abdel-Samad in bayerischer Tracht, Broder mit einer Burka verkleidet. Dort führen sie eine Diskussion mit mehreren türkischstämmigen Jugendlichen, die erklären, was sie unter „Ehre“ verstehen und dass die Terroranschläge am 11. September 2001 in den USA „von den Juden“ geplant worden seien. Anschließend führen Broder und Abdel-Samad in einer Moschee ein Interview mit dem Imam Mehmet Sahin, der das Verhältnis des Islam zu Juden- und Christentum erläutert sowie das islamische Verständnis von Sexualität inner- und außerhalb der Ehe erklärt. Danach besuchen sie einen evangelischen „Tiergottesdienst“ sowie die Fahrzeugsegnung und einen katholischen Gottesdienst in Maria Vesperbild und sprechen mit dem dortigen Wallfahrtsdirektor Wilhelm Imkamp, der sein Verständnis des Katholizismus in der modernen Welt erläutert. In der Folge fahren beide nach München, wo sich Broder mit einem Plakat mit der Aufschrift „Ich bin Atheist – Gott sei Dank“ und Abdel-Samad mit einem Umhängeschild mit dem Slogan „Religion, nein Danke!“ unter die Menschen mischen und mit diesen ins Gespräch kommen und diskutieren. In Augsburg treffen sie den Rabbiner Henry G. Brandt, der erklärt, warum er trotz des Holocaust an Gott glaubt und verschiedene Aspekte des Judentums beleuchtet. Letzte Station der Reise war der hinduistische Sri-Kamadchi-Ampal-Tempel in Hamm, wo ihnen ein Priester erläutert, was Karma ist und verschiedene Elemente des Hinduismus sowie des Glaubens allgemein erklärt.

## Staffel 2

### Guck mal, wer sich da verschwört
Die Folge dreht sich um Verschwörungstheorien rund um die Anschläge vom 11. September 2001. Hierzu treffen sie den Bäcker aus der 1. Staffel wieder und lassen sich von ihm seine Sichtweise auf die Hintergründe des Anschlags und die Rolle der Amerikaner und Juden erklären. In einem Interview bekennt sich Indira Weis zu ihrem Hass auf die USA und erläutert, warum sie hinter den Anschlägen die Amerikaner vermutet. Auf einer Veranstaltung „Inszenierter Terror“ mit Jürgen Elsässer, Paul Schreyer und Bommi Baumann treffen sie u. a. auch den NPD-Funktionär Uwe Meenen aus der 1. Staffel wieder. Beim Gespräch mit Jürgen Elsässer assistiert diesem seine Anhängerin, die deutschnationale Hip Hopperin Mia Herm alias Dee Ex.

### Guck mal, wer die Welt durchschaut
Zu Beginn dieser Folge besuchen sie mit einer Kloschüssel den Obersalzberg. Vor dem InterConti-Hotel, das auf dem Obersalzberg liegt, wird vergeblich versucht, ihnen das Filmen zu untersagen. Anschließend sprechen sie mit dem Islamwissenschaftler Udo Steinbach am Wannsee über die Politik des Irans. Auf einer Veranstaltung über Exopolitik informieren sie sich über die Absichten von Außerirdischen.

### Guck mal, wer die Erde rettet
Thema dieser Folge ist die Nachhaltigkeit. Nach dem Besuch der 11. Jahreskonferenz des Rates für Nachhaltige Entwicklung sprechen sie mit dem Journalisten Dirk Maxeiner über den Klimawandel. Anschließend treffen sie in einer Textilmanufaktur auf Claudia Roth. Auf dem Dach des bayerischen Umweltministeriums reden sie mit Markus Söder über die Richtung der CSU und über Mülltrennung. Abschließend informieren sie sich in einer Hamburger Schule über die Arbeit einer Klima-AG, die die Umsetzung eines schuleigenen „Klimaschutzplanes“ überwacht.

### Guck mal, wie wir überleben!
Broder und Abdel-Samad besuchen ein Umweltfestival und unterhalten sich dort mit Renate Künast über E-Mobility. Danach wird gezeigt, wie sich Abdel-Samad mit einem Physiker namens Detlef trifft, der sagt, dass die Investition in Elektroautos ein Irrweg sei, da viel zu wenig Lithium existiere, um die Weltbevölkerung damit ausreichend zu versorgen. Bei einem Besuch in Vauban, wo versucht wird mit Niedrigenergiehäusern, Passivhäusern und Plus-Energiehäusern den nachhaltigen Lebensstil zu verwirklichen, erhalten beide einen Einblick in die Funktionsweise der Bauten. Es folgt ein Interview mit Katja Kipping von der Partei Die Linke zu den Themen Grundeinkommen und 20-Stunden-Woche. Danach diskutieren beide das von Angela Merkel auf der 11. Jahreskonferenz des Rates für nachhaltige Entwicklung empfohlene Buch Dialoge Zukunft Vision 2050. Zum Abschluss der Sendung unterhalten sich Broder und Gunter Gabriel über das Leben im Allgemeinen.

### Guck mal, wie sich Armut lohnt
Zu Beginn trifft Broder den Berufsdemonstranten und Arbeitslosen Timo Tasche aus Marl und erfährt von diesem, bei welchen Demonstrationen er bisher teilgenommen hat. Danach unterhalten sich beide mit Verantwortlichen des Quartiersmanagements eines Ortsteils im Bezirk Berlin-Neukölln über Maßnahmen, die im Kampf gegen Armut und für Bildung getroffen werden und äußern sich daraufhin kritisch über den gegenwärtig existierenden Wohlfahrtsstaat. In der Folge werden einerseits Ausbeuter des Systems, andererseits aber auch Benachteiligte der Bürokratie in Deutschland besprochen. Anschließend erzählt der Rechtsanwalt Hans-Ulrich Küttner aus Zweibrücken in Rheinland-Pfalz von seiner Anwaltstätigkeit. Küttner vertritt Hartz-IV-Empfänger und spricht sowohl über die schlechte Konzeption des Hartz-IV-Gesetzes als auch über Möglichkeiten, den Arbeitslosen zu helfen und deren Kinder zu fördern. In der letzten Szene erzählt eine Mitarbeiterin der Diakonie in einem Telefonat von den schlechten Zuständen an ihrem Arbeitsplatz.

## Staffel 3

### Auf nach Europa
Die Folge beginnt mit einem Besuch am neuen Flughafen in Berlin – dem BER, der sich als Baustelle ohne aktuelle Bautätigkeiten herausstellt. Anschließend fahren Broder und Abdel-Samad nach Straßburg zum Europäischen Parlament, es folgen nach einem Rundgang Gespräche mit Martin Schulz, Holger Krahmer, Lothar Bisky und Janez Potočnik über die EU.

### Im Herzen Europas
In dieser Folge fährt Abdel-Samad über den Nürburgring, ein Gespräch über die Insolvenz mit Herrn Lindner und Herrn Richter schließt sich an. Weiter geht es bei einem Gespräch mit Janusz Lewandowski über die EU und einem anschließenden Besuch auf einem großen Gebrauchtwagenmarkt mit dem Exportziel Afrika. Auf einem Markt werden die nicht-EU-genormten Gurken entdeckt. Auf dem weiteren Weg geht es zu Ruth Breuer, einer Psychoanalytikerin, die für EU-Mitarbeiter arbeitet und dort Beziehungsprobleme zu lösen vermag.

### Weitere Folgen
Folge 3 heißt Im Osten viel Neues, Folge 4 Europa extrem.

## Rezeption

### Positive Kritiken
In der Frankfurter Allgemeinen Zeitung schrieb Michael Hanfeld: „Sie setzen uns ein Licht nach dem anderen auf und zeigen uns ein Deutschland, dessen Bild man vielleicht aus tausendundeiner ‚Spiegel TV‘-Reportage zusammensetzen, es dann aber anzuschauen nicht aushalten könnte. Mit Humor gebrochen aber geht das, der Blick in die Abgründe gleich nebenan; mit einem Humor, der die zivilisatorische Leistung der Moderne hochhält wie eine Monstranz: Dass ein jeder sich von seiner Herkunft distanzieren kann und eben nicht eine Kultur die andere überwältigt und frisst.“
Der Stern urteilte: „Die ‚Deutschland-Safari‘ wirkt hin und wieder ziemlich chaotisch, aber diese Stichbohrungen nach Identität fördern neben allerlei Geröll auch immer wieder Wertvolles zu Tage. Zum Beispiel die Erkenntnis, dass diese Gesellschaft es uns ermöglicht, uns von unserer Herkunft zu emanzipieren (Broder). Dass es ein Schlüssel für Integration ist, wenn man über sich selbst lachen kann (Abdel-Samad). Dass Deutschland längst ein Land der Gegensätze ist – wofür auch spricht, dass die ARD sich dieser verhältnismäßig wilden Sendung angenommen hat.“
Ralph Giordano schrieb für Bild.de: „Dabei kommt es auf dieser Safari zu gespenstischen Begegnungen. Eine Versammlung der NPD. Funktionäre quatschen von ‚Gestern die Juden, heute wir‘ und merken gar nicht, dass sie damit den Holocaust als historisches Faktum anerkennen. Nie haben rassistische Floskeln für mich so hohl geklungen wie hier, während ich neidvoll registriere, dass Broder, im Gegensatz zu mir, diesen Leuten ohne jede Berührungsangst entgegentritt. Das schaffe ich nicht, immer noch nicht.“
Die Frankfurter Rundschau stellte fest: „So entsteht ein Bild vom Leben in Deutschland, wie man es so bisher im Fernsehen nicht gesehen hat. Sämtliche Gesprächspartner äußern sich erstaunlich offen vor der Kamera, und schon allein diese Tatsache spricht für das Konzept der Sendung. Dass der Verkäufer in einer türkischen Bäckerei nicht hinter dem Ladentisch hervorkommt und die Interviewer etwa zehn Meter entfernt in ihrer Kaffeetasse rühren: diese Interviewtechnik widerspricht sämtlichen Fernseh-Regeln. Allerdings kommt so ein phänomenal lebendiges Gespräch zustande.“
Die Welt hielt fest: „Das ungewöhnliche Doku-Roadmovie ist eine Mischung aus investigativem Journalismus, schwarzem Humor und amüsanten Einlagen, in denen sich Henryk und Hamed über Deutschland und das Leben im Allgemeinen streiten. So intelligent wurde im deutschen Fernsehen schon lange nicht mehr gelästert!“
In der Online-Ausgabe der Berliner Boulevardzeitung B.Z. hieß es: „Herausgekommen ist ein witzig-trauriges Roadmovie, in dem die beiden provozieren, bloßstellen und dem Integrationsgeheimnis nachgehen. Dabei schrammen sie zuweilen an den Grenzen des guten Geschmacks. Auf der Fünf-Jahres-Feier des Holocaust-Mahnmals schlüpft Broder in ein Stelenkostüm, sein Kompagnon Abdel-Samad wirft ihm vor: ‚Broder muss leider immer das Kasperle spielen.‘“
Im Zürcher Tages-Anzeiger hieß es: „Gerade weil Hamed Abdel-Samad und Henryk M. Broder ihren Gesprächspartnern nicht widersprechen, sondern interessiert zuhören und nachfragen, erfahren die Zuschauer mehr als bei didaktischen Sendungen. Die Satire nimmt die Diskriminierung beim Wort, und was da zutage gefördert wird, ist erstaunlich.“

### Negative Kritiken
Die Süddeutsche Zeitung konstatierte: „Doch wo eine Minderheit eine andere vorführt oder deutsche Tabus antippst, bleibt Provokation eine Pose.“ Im Resümee hieß es: „Die Idee ist an sich gar nicht übel. Man lässt die alte Schreckschraube Broder hinfahren, wo's weh tut. Doch das Ergebnis wirkt seltsam matt.“

## Auszeichnungen
2012 gewannen Henryk M. Broder und Hamed Abdel-Samad in der Kategorie Reporter den Bayerischen Fernsehpreis.